# Programme local de l'habitat
Le programme local de l'habitat (PLH) est, en France, le principal dispositif en matière de politique du logement au niveau local défini aux articles L.302-1 à L.302-9-2 du Code de la construction et de l'habitation. Il est le document essentiel d'observation, de définition et de programmation des investissements et des actions en matière de politique du logement à l'échelle d'un territoire. 

## Définition, contenu
Le PLH est l'échelon pertinent retenu par la loi pour la programmation et l'évaluation de l'habitat. Il comprend 3 grandes parties
- le diagnostic,
- l’énoncé des principes et des objectifs,
- le programme d’actions.

L’objectif d’un PLH est d’indiquer les moyens fonciers prévus par les communes ou les EPCI, compétents en matière d’urbanisme, pour parvenir aux objectifs et principes fixés.
Les objectifs du PLH prennent en compte les options d’aménagement du SCOT et en particulier l’équilibre des logements sociaux sur une commune.

## Objectifs
Il fixe des objectifs et des principes pour :
- dresser et mettre à jour l'état des lieux du parc de logements existant (privé et public) ;
- produire une politique cohérente répondant quantitativement et qualitativement aux besoins en logements, en assurant une offre de logement équilibrée et diversifiée entre les communes et entre les quartiers d’une même zone ; il doit définir les solutions adaptées à chaque composante de son territoire ;
- décider, mettre en œuvre et évaluer des actions de renouvellement urbain et maîtrise foncière (pour notamment limiter la périurbanisation et ses effets négatifs en matière de consommation d'espaces agricoles et naturels, d'imperméabilisation des sols, de fragmentation écopaysagère, et de routes et émissions de gaz à effet de serre, conformément aux objectifs des PDD et le cas échéant des Agenda 21 ou du Grenelle de l'environnement) ;
- tous les types d'habitat, mais avec un objectif transversal de mixité sociale, en favorisant une répartition équilibrée des logements sociaux sur tout le territoire de l'établissement public de coopération intercommunale (EPCI).
- une période d'au moins 5 ans (généralement 6 ans, à l'échéance desquels il est révisé)

## Hiérarchisation juridique
En matière de hiérarchisation des normes juridiques, ce document (PLH)  doit :
- être juridiquement compatible avec les grandes orientations définies par le SCOT schéma de cohérence territoriale (SCOT).
- prendre en compte (au sens juridique du terme) le plan de déplacements urbains (PDU),

En revanche: 
- le plan local d'urbanisme (PLU) ainsi que les cartes communales doivent lui être compatibles, c'est-à-dire compatibles avec les dispositions du PLH. Les objectifs du PLH doivent être explicitement retranscrits dans le PLU. Si ce n'est pas le cas, la révision des PLU doit être effectuée dans les trois ans. Si la modification n'est toujours pas faite après trois ans, le préfet peut déclencher une « procédure de mise en conformité » [1].
- Le PLH, rappelle la loi Grenelle II, doit être - « s'il y a lieu » [2]- juridiquement compatible avec le document d'orientation et de programmation des schémas de cohérence territoriale (SCOT) et les schémas de secteur. Art. L. 122-1-14. modifié par le du projet de loi Grenelle II.

Leur contenu pourra être revu pour mieux prendre en compte les préoccupations environnementales validées par le Grenelle de l'Environnement en 2007, traduit dans les lois Grenelle I et Grenelle II.

## Qui fait et gère un PLH?
Depuis 2004, ce sont exclusivement les établissements publics de coopération intercommunale qui élaborent et suivent le PLH, sous le contrôle de l’État via les préfectures (contrôle de légalité…). En général l'EPCI nomme un animateur, un maître d'œuvre et un maître d'ouvrage.
Avec ce document, l'EPCI devient plus largement l'autorité organisatrice des politiques de l'habitat dans l'élan de décentralisation voulu par le législateur en 2004. Le périmètre d'un PLH est celui de la surface couverte par la commune ou l’intercommunalité qui le met en œuvre.
L’État (via le préfet) porte à la connaissance du président de l’EPCI :
- l’évolution démographique,
- les données utiles sur le développement économique local,
- les options et priorités du SCOT concernant l'aménagement,
- les objectifs d’une répartition équilibrée de l’habitat,
- et le cas échéant les objectifs des DSU.

L’État, via le préfet aidé en cela par les directions départementales des territoires (DDT), statue sur la pertinence du projet de PLH, après avis du Comité régional de l'habitat et de l'hébergement.

## Cadre légal
- Les PLH ont été créés par la loi no 83-8 du 7 janvier 1983 (art. 76 et suivants ; R 302-2 à R 302-8 du CCH)
- Ils ont été renforcés par la loi d'orientation pour la ville (LOV) du 13 juillet 1991.
- La loi du 13 août 2004 fera de cet instrument l'élément central du dispositif 'habitat' des collectivités territoriales.
- Avec la loi nº 2006-872 du 13 juillet 2006 portant Engagement national pour le logement (dit loi ENL), modifiée par la loi no 2009-323 du 25 mars 2009 de mobilisation pour le logement et la lutte contre l'exclusion (dit loi MOLLE), un PLH est obligatoirement élaboré dans toutes les communautés de communes compétentes en matière d'habitat de plus de 30 000 habitants comprenant au moins une commune de plus de 10 000 habitants, dans toutes les communautés d'agglomération et toutes les communautés urbaines, ainsi que pour les communes de plus de 20 000 habitants, non membres d’un EPCI.

La réalisation d'un PLH au niveau d'un groupement de communes a des conséquences sur la mise en œuvre des quotas de logements sociaux fixés par la loi SRU. L'article 55 de cette loi, repris à l'article L302-8 du code de la construction et de l'habitation, précise en effet que l'objectif de réalisation de 20 % de logements sociaux, qui s'applique normalement au niveau d'une commune, peut être réalisé au niveau d'un groupement de communes lorsque celui-ci a établi un programme local de l'habitat(chaque commune concernée devant cependant se rapprocher de l'objectif de 25 %). L'existence d'un PLH permet donc à l'EPCI de concentrer en ses mains l'ensemble des vecteurs d'intervention en matière de logement.
Le Code de la construction et de l'habitation sur Légifrance précise (articles L302-1 et suivants, + partie réglementaire) la nature, les principes généraux et le mode d'adoption du PLH.

## Enjeux financiers
La réalisation d'un PLH conditionne certaines aides et subventions de l'État. Il est notamment une condition de la délégation des « aides à la pierre » par convention aux EPCI. 
Anticiper sur les futures normes en économies d'énergie donne lieu aussi à des bonifications dans le cadre de l'ANRU ou des aides de l'Ademe
Des subventions peuvent être accordées par l'État (dans la limite des dotations de la loi de finances), des agences ou d'autres collectivités (Conseil régional) pour les études de PLH, et les données des observatoires de l'habitat peuvent être intégrées par l'EPCI.
D'autres subventions peuvent être accordées pour le suivi et l'évaluation du PLH, dans le cadre notamment de conventions entre l'État et les EPCI qui se sont dotées de la compétence en matière de politique du logement.